# 竹内栄美子
竹内栄美子（たけうち えみこ、1960年-　）は、日本近代文学研究者、明治大学教授。
大分県生まれ。1984年お茶の水女子大学国文科卒、91年同大学院博士課程人間文化研究科単位取得退学。1991-94年お茶大人間文化研究科助手。1995年千葉工業大学専任講師、98年助教授、2005年教授、2016年明治大学文学部教授。97年「中野重治研究 -昭和十年代の方法と軌跡」でお茶大博士（人文科学）。

## 著書
- 『中野重治<書く>ことの倫理』エディトリアルデザイン研究所 1998
- 『中野重治 人と文学』勉誠出版 日本の作家100人 2004
- 『批評精神のかたち 中野重治・武田泰淳』イー・ディー・アイ 2005
- 『戦後日本、中野重治という良心』平凡社新書 2009
- 『女性作家が書く』日本古書通信社 2013
- 『中野重治と戦後文化運動 デモクラシーのために』論創社 2015

### 編纂
- 『畔柳二美三篇』編 イー・ディー・アイ EDI叢書　2005
- 『コレクション・都市モダニズム詩誌 第2巻 アナーキズム』編 ゆまに書房 2009
- 『中野重治書簡集』松下裕共編 平凡社 2012

## 論文
- ＜竹内栄美子